# Cukuba (Ibaraki)

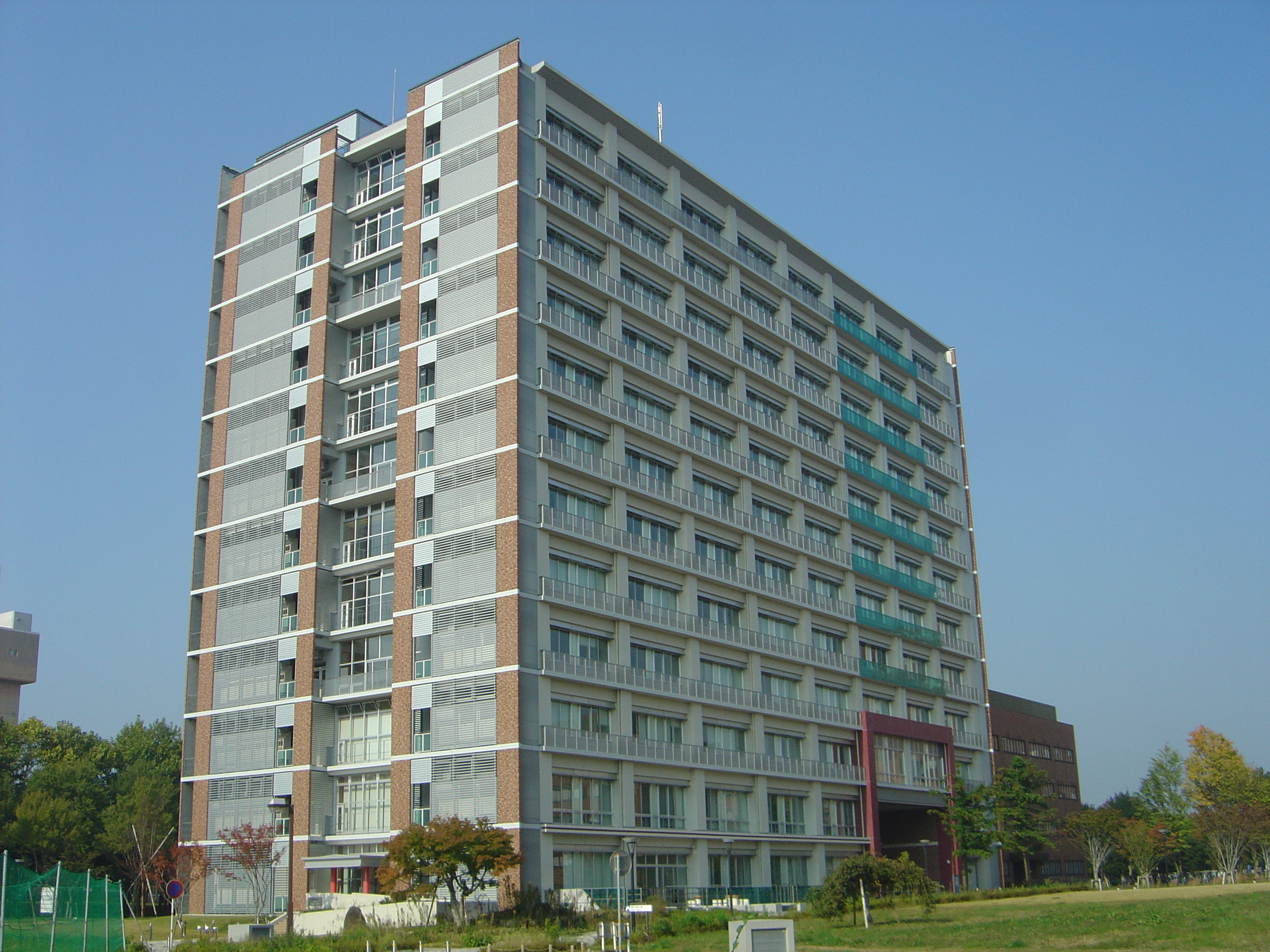
Jedna z mnoha budov univerzity v Cukubě

Cukuba (japonsky: 筑波市, častěji jen foneticky つくば市; Cukuba-ši, podle Hepburnova přepisu též Tsukuba), mezinárodně spíše známá jako Tsukuba Science City, je japonské město ležící v prefektuře Ibaraki cca 50 km severovýchodně od Tokia a 40 km severozápadně od mezinárodního letiště Narita. Pokrývá plochu cca 28 000 ha a žije zde přibližně 200 000 obyvatel.
Na severu leží hora stejného jména – Cukubasan, v anglické transkripci známá jako Mount Tsukuba, jejíž vrchol ční 877 metrů nad mořem. Hora Cukuba je údajně od pradávna vyhlášena pro svou neskonalou krásu a získala si jméno šiho resp. „purpurové štíty“ pro svůj sytě purpurový odstín, který lze zahlédnout z jistých úhlů během roku. Co do oblíbenosti u Japonců jen mírně vede hora Fudži.
V roce 1963 vznikly plány nového vědeckého města a do roku 1980 bylo vybudováno více než 40 vědeckých a univerzitních institucí. V téže době byly vybudovány cesty, parky, vodovodní a kanalizační systém ba i jiné náležitosti. Cukuba jako nové město tak patří mezi několik málo japonských měst, které mají jméno zapsané jen hiraganou.
Cukuba je sídlem významné univerzity (University of Tsukuba). Presidentem této univerzity byl v 90. letech Leo Esaki, spolunositel Nobelovy za fyziku z roku 1973. Velká část tohoto vědeckého města má typickou akademickou atmosféru, plnou zeleně, studentů a vědeckých pracovníků, kteří též tvoří většinu obyvatel Cukuby. V Cukubě je 88 parků a jiných “zelených” ploch o celkové výměře 100 ha. Každý z nich je navržen s ohledem na místní potřebu a polohu, často tak slouží rekreačním aktivitám a sportům. Mnoho těchto parků, stejně jako další veřejné a komerční budovy spojuje 48 km dlouhá cyklistická resp. pěší stezka.
Dvacet let po schválení nového urbanistického plánu město hostilo Světovou výstavu – International Exposition of Science and Technology (Expo 85) – a tím bylo zároveň i připomenuto dokončení Tsukuba Science City a výstava získala městu ve světě i doma značnou pozitivní publicitu. V roce 1987 byly k Cukubě připojeny Óho, Tojosato a Sakura. V roce 2002 bylo připojeno Kukizaki a o rok později Cukuba-mači.
Tsukuba Science City reprezentuje jeden z celosvětově nejvýznamnějších koordinovaných záměrů o urychlení, zkvalitnění a integraci vědeckého výzkumu. Modelovými příklady byla pro Cukubu vědecká městečka v jiných zemích, jako Brasilia, novosibirský Akademgorodok v Rusku, Bethesda a Palo Alto v USA. V současnosti Cukuba trvale hostí 60 japonských národních výzkumných institucí a okolo 240 privátních výzkumných zařízení, mezi jejichž oblasti zájmů spadá snad všechno od vědy, přes průmysl, zemědělství, životní prostředí až k vesmíru. Sídlí zde i vyšší vzdělávací instituce, včetně uvedené Cukubské univerzity. Pracuje zde několik desítek tisíc vědců, z toho v každém ročním období přes 3000 zahraničních – včetně mnoha stážistů a studentů. Cukuba tak má velmi kosmopolitní charakter.